# Mokrá-Horákov
Mokrá-Horákov è un comune della Repubblica Ceca facente parte del distretto di Brno-venkov, in Moravia Meridionale.